# Zephyranthes andina
Zephyranthes andina är en amaryllisväxtart som först beskrevs av Robert Elias Fries, och fick sitt nu gällande namn av Hamilton Paul Traub. Zephyranthes andina ingår i släktet Zephyranthes och familjen amaryllisväxter. Inga underarter finns listade i Catalogue of Life.